# Pico Cuello de Botella
El Bottleneck Peak ("cuello de botella" según su traducción literal) es un monolito natural localizado en la parte oriental del estado de Utah en los Estados Unidos. Se encuentra dentro del área natural San Rafael Swell. Esta área natural se caracteriza por la presencia de gran cantidad de colinas y mesetas. Existe un importante movimiento tendiente a favorecer la protección de esta reserva.